# Gülfem Hatun
Gülfem Hatun (1497–1562) byla manželka sultána Sulejmana I. a byla matkou  
Şehzade Murada. Její jméno Gülfem znamená „jako růže“.

## Biografie
Její původ není úplně znám. V osmanských spisech (vakfiye) se uvádí pod jménem Hātun binti Abdllah (dcera Abdllaha); avšak na jejím hrobě v Üsküdaru se píše Hātun binti Abdurrahman (dcera Abdurrahmana), což znamená, že její otec byl křesťan, ale přešel na Islám.
Toto jsou 3 nejznámější teorie o jejím původu:
- Někteří tvrdí, že pocházela ze Sicílie nebo z Polska a její rodné jméno bylo Rosalina (Sicilyalı Rosalina nebo Polonyalı Rozalina)
- Yılmaz Öztuna, osmanský historik, napsal:
„Byla dcerou prince jménem Murad a byla provdána za sultána Sulejmana v roce 1511. Jméno Gülfem je i její rodné jméno.“
- Podle Leslie P. Peirce, byla jen harémová konkubína, která po jedné noci s ním náhodně otěhotněla. Za Suleymanovi vlády pak dostávala 150 stříbrných denně.

Porodila jen jednoho jediného syna, Şehzade Murada, v roce 1519, který ale v říjnu 1521 zemřel na pravé neštovice.

## Mešita Gülfem
V roce 1543 nechala Gülfem vybudovat ze svého platu malou hrobku, známou jako „Mešita Gülfem Hatun“ v sousedství mešity Üsküdaru, která byla vybudována v druhé polovině 16. století. Mešita byla dokončena v roce 1562, kdy také Gülfem zemřela a byla zde i pohřbena. Vedle této mešity stála madrasa, hrobka a stará Osmanská základní škola. Tento komplex (külleye) celý shořel při velkém požáru v roce 1850, společně s okolními domy. Devět let po požáru byla základní škola a mešita obnoveny; stavba skončila v letech 1868–69. Madrasa a hrobka obnoveny nebyly.
Hrob Gülfem tedy v současné době nenajdeme, jelikož shořel.

## Legenda o smrti Gülfem Hatun
Legenda o její smrti praví, že nechala vybudovat mešitu v Üsküdaru, ale během stavby jí došly peníze. Chtěla si tedy peníze půjčit od několika žen v harému, aby mohla být mešita dokončena. Konkubíny však na Gülfem žárlily a odmítaly jí půjčit. Jedna konkubínka však využila její slabosti a slíbila jí, že jí peníze půjčí, když bude moct jeden večer jít k sultánovi místo ní. Gülfem souhlasila a ten večer, kdy měla jít k sultánovi, připravila konkubínu na návštěvu. Sultána Sulejmana to velmi pobouřilo a nařídil strážím, aby Gülfem popravili za to, že když byla řada na ní, aby s ním sdílela lože, že poslala za sebe jinou ženu. Druhého dne ráno vynesli z paláce mrtvé tělo Gülfem, které pohřbili právě v dostavěné mešitě, a tělo ženy, která jí dala peníze, dali do mělkého hrobu a hrob není označen.

## Média
V roce 2003 se postava Gülfem objevila v seriálu „Hürrem Sultan“, kde ji ztvárnila turecká herečka Yasemin Kozanoglu. V roce 2011 se postava Gülfem objevila v seriálu Velkolepé století (Muhteşem Yüziyl, Magnificent Century), kde ji ztvárnila turecká herečka Selen Öztürk.